# Unión Nacional de Padres de Familia
La Unión Nacional de Padres de Familia (UNPF) es una organización no gubernamental mexicana fundada en 1917 con presencia en todo el territorio de la república, de afiliación voluntaria. De acuerdo con su propia declaración, la misión de la UNPF es "generar y motivar la participación social en los ámbitos familiar y educativo mediante la acción organizada de los padres de familia en lo cultural, jurídico, económico y político." La tendencia y trabajo político de la UNPF es y ha sido mayoritariamente de orientación conservadora. La organización se ubica en la ultraderecha.

## Historia
De acuerdo con la propia UNPF, la organización ha participado en episodios de la historia de México como "la Constitución de 1917; la guerra cristera; la educación socialista; el libro único y obligatorio; el intento por controlar el quehacer de los padres de familia a través de la Asociación Nacional de Padres de Familia, creada por decreto presidencial" y la primera oposición histórica a los libros de texto gratuitos que desde 1960 entrega la Comisión Nacional de Libros de Texto Gratuitos en todo México, entre otras.
El objetivo de la fundación de la Unión fue defender el derecho que tienen los padres de familia a intervenir en la educación de sus hijos de acuerdo con sus propias creencias y convicciones, apoyados en la creación de centros locales, municipales y estatales organizados por un comité nacional.
La primera asamblea nacional ocurrió en junio de 1926 y en ella se decide cambiar el nombre de asociación nacional por el de unión nacional con el objetivo de diferenciarse de la organización promovida por el gobierno de Plutarco Elías Calles.